# L'amour est aveugle (émission de télévision)
Pour les articles homonymes, voir L'amour est aveugle.
L'amour est aveugle est une émission de télévision française de télé-réalité diffusée sur TF1 du 16 avril 2010 au 11 avril 2014 et présentée en voix off par Arnaud Lemaire.
La première saison de l'émission a été diffusée entre le 16 avril 2010 et le 21 mai 2010. La seconde saison a été diffusée du 21 octobre 2011 au 25 novembre 2011. La saison 3 a été diffusée du 7 février 2014 au 11 avril 2014. Après des audiences plus que catastrophiques, TF1 n'en commandera pas une quatrième et arrête la diffusion de la saison en cours (remplacée par Qui veut épouser mon fils ?). Le reste de la troisième saison est diffusé sur NT1 les 26 mai et 2 juin 2014 en première partie de soirée. La semaine d'après, l'émission est déplacée en deuxième partie de soirée, faute d'audience. 
L’émission a notamment révélé Nabilla lors de la saison 2.

## Diffusion
L'émission est diffusée tous les vendredis soir en deuxième partie de soirée à 22 h 30 lors de la première saison et à 23 h 30 lors de la deuxième et de la troisième saisons.

## Principe
Entre six et huit personnes (en début d'émission 3 hommes et 3 femmes, puis 1 homme et 1 femme arrivent en cours d'émission, puis deux éliminés), qui ne se sont jamais rencontrés vont devoir apprendre à se connaître et pourquoi pas à trouver l'amour d'une façon plutôt originale : dans le noir. 
Ils auront trois jours pour faire connaissance, la seule pièce les réunissant en même temps étant La Chambre noire, une pièce partiellement plongée dans l'obscurité (ombres visibles) et équipée de caméras infrarouges.
À la fin de l'émission, ils découvrent leur partenaire à la lumière et doivent choisir si oui ou non ils veulent aller plus loin avec cette personne. Le moment de vérité se passe sur le balcon (soit ils se rejoignent sur le balcon, soit une des deux personnes repart par le jardin).

## Audimat
| Légende : Saison 1 / Saison 2 / Saison 3 |

### Saison 1
L'émission réalise sa meilleure audience en termes de téléspectateurs le 7 mai 2010 avec 3 393 000 téléspectateurs et réalise sa moins bonne audience en termes de parts de marché le 23 avril 2010 avec 20 %.
Le dernier épisode le 21 mai 2010, diffusé à un horaire plus tardif, réunit 2,1 millions de téléspectateurs et réalise la meilleure part de marché 26,5 %.
| Épisode | Jour et horaire de diffusion       | Téléspectateurs | Parts de marché sur les 4 ans et plus | Référence |
| ------- | ---------------------------------- | --------------- | ------------------------------------- | --------- |
| 1       | Vendredi 16 avril 2010 22:30-00:05 | 3 300 000       | 24,5 %                                | [ 3 ]     |
| 2       | Vendredi 23 avril 2010 22:15-23:50 | 2 800 000       | 20 %                                  |           |
| 3       | Vendredi 30 avril 2010 22:15-00:00 | 2 869 000       | 20,3 %                                |           |
| 4       | Vendredi 7 mai 2010 22:15-23:45    | 3 393 000       | 21,4 %                                |           |
| 5       | Vendredi 14 mai 2010 22:25-00:15   | 2 863 000       | 21,2 %                                |           |
| 6       | Vendredi 21 mai 2010 23:25-00:45   | 2 124 000       | 26,9 %                                | [ 4 ]     |

### Saison 2
Au lancement, le 21 octobre 2011, l'émission a réalisé son pire démarrage en termes de part de marché en ne réunissant que 17,8 % du public et 2,1 millions de téléspectateurs.
| Episode | Jour et horaire de diffusion          | Téléspectateurs | Parts de marché sur les 4 ans et plus | Référence |
| ------- | ------------------------------------- | --------------- | ------------------------------------- | --------- |
| 1       | Vendredi 21 octobre 2011 22:25-00:25  | 2 100 000       | 17,8 %                                |           |
| 2       | Vendredi 28 octobre 2011 22:25-00:25  | 2 300 000       | 22,8 %                                |           |
| 3       | Vendredi 4 novembre 2011 22:40-00:40  | 2 300 000       | 18 %                                  |           |
| 4       | Vendredi 11 novembre 2011 22:40-00:40 | 1 542 000       | 16,8 %                                |           |
| 5-6     | Vendredi 18 novembre 2011 22:35-00:15 | 2 343 000       | 19,1 %                                |           |
| 7-8     | Vendredi 25 novembre 2011 22:40-00:30 | 2 332 000       | 19,7 %                                |           |